# Pont sobre el barranc de Xiva
El pont sobre el barranc de Xiva és un pont construït la dècada del 1930 a Paiporta (Horta Sud) protegit com a Bé immoble de rellevància local amb el número 46.16.186-E9. Aquest pont va ajudar a comunicar dos nuclis de població que s'havien mantingut incomunicats, juntament amb altres infraestructures que s'han fet posteriorment. És un pont de formigó ben conservat que segueix utilitzant-se.